# Bloque Bananero de las AUC
El Bloque Bananero fue un frente paramilitar colombiano vinculado a las Autodefensas Campesinas de Córdoba y Urabá (ACCU) y Autodefensas Unidas de Colombia (AUC). Operó en la región de Urabá, con 452 hombres bajo el liderazgo de  Ever Veloza García alias "Hernán Hernández", ''Carepollo'' o "HH".

## Ubicación
Operó en la región de Urabá concentrado en los municipios de Turbo, Apartadó, Chigorodó y Mutatá entre 1994 y 2004, cerca de la frontera con Panamá.

## Historia
En 1980 en la región de Urabá y Córdoba aparece el primer grupo paramilitar conocido como 'Los Tangueros' o 'Los Mochacabezas' de Fidel Castaño creado contra las FARC-EP y el EPL presentes en la región. Contaron con el apoyo de 'Doble Cero' Tras la muerte de Fidel Castaño, muerto en combate con las FARC-EP, aparecen nuevos grupos. En 1995 aparece en Urabá el grupo paramilitar 'Los Escorpiones' con 20 miembros que crecería hasta ser el Bloque Bananero de las AUC. Liderados por el bananero Hebert Veloza, para combatir al Bloque Noroccidental de las FARC-EP ubicados en esa región, el Bloque Bananero contó con el apoyo de Vicente Castaño, paralelamente apareció el grupo de ‘Pedro Bonito’ o Frente Arlex Hurtado. Tras un atentado de las FARC-EP Veloza huyó y el Bloque fue manejado por Freddy Rendón Herrera alias ‘El Alemán’, jefe del Bloque Élmer Cárdenas y unos meses por 'Pedro Bonito'. Veloza creó el Bloque Calima en el Valle del Cauca El Bloque Bananero tuvo miembros que eran excombatientes del EPL y estuvo implicado en la muerte de militantes de la Unión Patriótica.
En mayo de 2004, cuando se iniciaba el proceso de paz, Veloza firmó junto a otros diez comandantes de las autodefensas un acuerdo que oxigenó e impulsó el proceso. Este acuerdo oficializó la zona de ubicación de 380 kilómetros cuadrados en Santa Fe de Ralito, en Córdoba, zona desde la cual los comandantes y representantes del Gobierno coordinaron la desmovilización de sus hombres. 'HH' durante mucho tiempo mantuvo un liderazgo declarado para llevar a buen puerto el proceso. Sin embargo, decidió no presentarse ante las autoridades cuando el presidente Álvaro Uribe ordenó que la cúpula de las AUC debería estar concentrada en La Ceja (Antioquia). Se encontraba huyendo al igual que Vicente Castaño.

## Desmovilización
En la Declaración por la Paz de Colombia, enviada por las autodefensas el 29 de noviembre de 2002, como comandante del Bloque Bananero firma “Pedro Ponte”. Ponte figura entonces como parte del Bloque Élmer Cardenas, al mando de Freddy Rendón Herrera alias el “Alemán”. Esto mostraría que la llegada de “Hernández” es reciente, ya que su centro de acción se ubicó hasta hace muy poco en los municipios de Río Frío, Bugalagrande y Tuluá en el departamento del Valle. Hubo un relevo de las comandancias en el Urabá antioqueño, tras la decisión por parte del Bloque Élmer Cardenas de no hacer parte del proceso de negociación con el Gobierno y la desaparición del líder de las Autodefensas Carlos Castaño, quien era considerado uno de los principales comandantes paramilitares en la zona. Surgieron cuestionamientos acerca de la agrupación que actualmente se estaba desmovilizando, ya que se podría pensar que era una mezcla de paramilitares que hacían parte de las estructuras de Castaño que no buscaron refugio en la organización comandada por el “Alemán”, con nuevos integrantes que entraron a reforzar el Bloque Bananero comandado por “Hernández”.
En declaraciones del gobernador de Antioquía, Aníbal Gaviria, el 30 de octubre, se denunció que los grupos paramilitares estaban reclutando personas, especialmente jóvenes, para presentarlos como combatientes en el proceso de desmovilización. Con base en estas consideraciones fue de la mayor relevancia la identificación de las personas que se concentren en esta zona, así como la verificación de su pertenencia a esta estructura, a riesgo de que volviese a suceder lo ocurrido con la desmovilización del Bloque Cacique Nutibara, donde, de acuerdo con declaraciones realizadas por Restrepo el 27 de septiembre, solo el 30% de las 855 personas que depusieron las armas, eran en realidad paramilitares estrictamente hablando.
Se desconoce la suerte final de “Pedro Ponte”, quien estaría asumiendo un bajo perfil para tratar de pasar desapercibido en lo que concierne a las responsabilidad de las acciones de este Bloque.

## Crímenes
El Bloque Bananero está sindicado de haber dejado 1.130 víctimas, en 564 hechos de violencia. Este bloque fue financiado por empresas bananeras como el caso de la bananera Chiquita Brands International y ganaderos del sector.